# Ethopolys bipunctatus
Ethopolys bipunctatus är en mångfotingart som först beskrevs av Charles Thorold Wood 1862.  Ethopolys bipunctatus ingår i släktet Ethopolys och familjen stenkrypare.

## Underarter
Arten delas in i följande underarter:
- E. b. insulatus
- E. b. bipunctatus